# Dacznaja (Białoruś)
Dacznaja (biał. Дачная; ros. Дачная, Dacznaja) – wieś na Białorusi, w obwodzie witebskim, w rejonie orszańskim, w sielsowiecie Zabałaccie. Od wschodu graniczy z Orszą.